# São Mamede de Infesta e Senhora da Hora
São Mamede de Infesta e Senhora da Hora (llamada oficialmente União das Freguesias de São Mamede de Infesta e Senhora da Hora) es una freguesia portuguesa del municipio de Matosinhos, distrito de Oporto. Según el censo de 2021, tiene una población de 49 832 habitantes.

## Historia
Fue creada el 28 de enero de 2013 en aplicación de una resolución de la Asamblea de la República de Portugal promulgada el 16 de enero de 2013 con la unión de las freguesias de São Mamede de Infesta y Senhora da Hora, pasando su sede a estar situada en la antigua freguesia de Senhora da Hora.

## Demografía
| Gráfica de evolución demográfica de São Mamede de Infesta e Senhora da Hora entre 2011 y 2021 |
|                                                                                               |
| Datos según el nomenclátor publicado por el INE portugués.                                    |